# Morton Schindel
Morton Schindel (* 29. April 1918 in Newark, New Jersey; † 20. August 2016) war ein US-amerikanischer Filmproduzent.

## Leben
Schindel wurde 1918 als Sohn eines Geschäftsmannes geboren und wuchs in Orange, New Jersey, auf. Er besuchte ab 1939 die Wharton School of Business der University of Pennsylvania, erkrankte jedoch an Tuberkulose. Während seiner Genesungszeit begann Schindel, sich mit Kunst und Film zu beschäftigen und schrieb sein erstes Filmskript über die Genesung von Tuberkulose. Das Filmprojekt blieb jedoch infolge des Zweiten Weltkriegs unrealisiert. Er widmete sich in der Folge der Filmkritik und begann 1948 in New York City, bei der kurzlebigen Teaching Films im Bereich Lehrfilme zu arbeiten. Bis 1949 besuchte er zudem das Columbia Teachers’ College und widmete sich unter anderem der Lehrfilmtheorie. Sein eigenes Lehrfilmstudio, Key Productions, blieb ohne Erfolg.
Schindel ging für zwei Jahre zum United States Information Service in die Türkei, wo er Lehrfilme drehte. Im Jahr 1953 gründete er in Weston, Connecticut, seine Produktionsfirma Weston Woods Studios, die sich auf die Filmadaption von Kinderbüchern spezialisierte. Ein Merkmal war dabei die originalgetreue Adaption der Bücher. Neben der Abfilmung von Kinderbüchern produzierte Weston Woods auch zahlreiche Animationsfilme; der erste Animationsfilm wurde 1963 The Snowy Day nach einem Kinderbuch von Ezra Jack Keats. Regelmäßig arbeitete Schindel ab 1968 mit Regisseur Gene Deitch zusammen. Für Michael Sporns Kurzanimationsfilm Doctor De Soto nach einem Buch von William Steig wurde Schindel 1985 für einen Oscar in der Kategorie Bester animierter Kurzfilm nominiert.
Schindel verkaufte Weston Woods im Jahr 1996 an Scholastic. Danach engagierte er sich mit seinem 1983 gegründeten Weston Woods Institute unter anderem im Bereich der kulturellen Bildung von Kindern.

## Filmografie (Auswahl)
- 1965: The Snowy Day
- 1965: Whistle for Willie
- 1966: Zlateh the Goat
- 1969: The Happy Owls
- 1969: Obri
- 1969: Drummer Hoff
- 1970: Rosie’s Walk
- 1971: A Picture for Harold’s Room
- 1972: The Three Robbers
- 1973: Where the Wild Things Are
- 1973: Patrick
- 1973: Changes, Changes
- 1973: A Story, a Story
- 1974: The Beast of Monsieur Racine
- 1974: Harold’s Fairy Tale
- 1976: The Case of the Cosmic Comic
- 1977: Strega Nona
- 1977: Charlie Needs a Cloak
- 1979: Smile for Auntie
- 1980: Teeny-Tiny and the Witch Woman
- 1981: Moon Man
- 1982: Morris’s Disappearing Bag
- 1982: Fourteen Rats & a Rat-Catcher
- 1982: The Hat
- 1982: The Clown of God
- 1983: Burt Dow: Deep-Water Man
- 1984: Why Mosquitoes Buzz in People’s Ears
- 1984: Corduroy (TV)
- 1984: Doctor De Soto
- 1985: The Bear and the Fly
- 1985: The Amazing Bone
- 1985: Happy Birthday, Moon
- 1986: The Mysterious Tadpole
- 1986: The Most Wonderful Egg in the World
- 1987: In the Night Kitchen
- 1988: The Caterpillar and the Polliwog
- 1988: Max’s Christmas
- 1988: Joey Runs Away
- 1989: What’s Under My Bed?
- 1989: Brave Irene
- 1990: The Pigs’ Wedding
- 1990: The Emperor’s New Clothes
- 1990: Hot Hippo
- 1990: Danny and the Dinosaur
- 1991: Wings: A Tale of Two Chickens
- 1991: The Three Little Pigs
- 1991: The Day Jimmy’s Boa Ate the Wash
- 1991: Picnic
- 1991: Max’s Chocolate Chicken
- 1992: Red Riding Hood
- 1992: Here Comes the Cat!
- 1992: The Great White Man-Eating Shark
- 1993: Sylvester and the Magic Pebble
- 1993: Goldilocks and the Three Bears
- 1994: Noisy Nora
- 1995: Who’s in Rabbit’s House?
- 1995: Owen

## Auszeichnungen (Auswahl)
- 1979: Regina Medal
- 1985: Oscar-Nominierung, Bester animierter Kurzfilm, für Doctor De Soto
- 1988: Aufnahme on die Action for Children’s Television Hall of Fame
- 1993: Council on International Non-Theatrical Event (CINE) Golden Eagle Award, Animation, für Sylvester and the Magic Pebble
- 1996: Andrew Carnegie Medal for Excellence in Children’s Video für Owen
- 2000: Preis für das Lebenswerk der Association for Library Services for Children (ALSC)
- 2007: Preis für das Lebenswerk des Connecticut Center for the Book
- 2008: Ehrendoktorwürde der Purdue University